# Gintaras Valiukonis
Gintaras Valiukonis (* 1955) ist ein litauischer Jurist, Rechtsanwalt, ehemaliger Politiker und Vizeminister.

## Leben
Nach dem Abitur an der Mittelschule absolvierte er von 1974 bis 1979 das Diplomstudium der Physik an der Vilniaus universitetas (VU) und 1986 die Aspirantur am Institut der Halbleiterphysik der Lietuvos mokslų akademija. Er wurde Doktor in Naturwissenschaft. Von 1992 bis 1996 absolvierte er das Studium der Rechtswissenschaft an der VU. Danach arbeitete er als Unternehmensberater und Direktor in seinem Unternehmen UAB „Verslo raktas“. Zu seinen Kunden zählten AB „Mažeikių nafta“, AB „Būtingės nafta“, AB „Lietuvos energija“, „Snaigė“, Rytų skirstomieji tinklai, Ignalinos atominė elektrinė und andere Großunternehmen. 2010 war er Vizeminister am Gesundheitsministerium Litauens. Seit 2011 ist er Anwalt in der Rechtsanwaltskanzlei „SPES“ in Vilnius.
Valiukonis ist Witwe und hat zwei Kinder.